# کنعان چوبان
کنعان چوبان (به ترکی استانبولی: Kenan Çoban؛ زادهٔ ۲۲ ژانویه ۱۹۷۵) هنرپیشه اهل ترکیه است. وی از سال ۲۰۰۳ میلادی تاکنون مشغول فعالیت بوده‌است.
او با بازی در فیلم آشیانه گرگ‌ها شناخته شد.